# Lancia Dedra
Lancia Dedra (type 835) var en bilmodel fra Lancia bygget mellem januar 1989 og oktober 1999. Modellen afløste dermed den i slutningen af 1982 introducerede forgænger Prisma.
Dedra var søstermodel til den i foråret 1993 introducerede anden generation af Delta. Derudover delte modellen ligeledes platform med Fiat Tipo, Fiat Tempra, Alfa Romeo 145, Alfa Romeo 146 og Alfa Romeo 155.

## Historie
Mellem starten af 1989 og midten af 1994 fandtes Dedra kun som sedan. Efter et større facelift i midten af 1994 tilkom en stationcar under betegnelsen Dedra Station Wagon (kort SW).
Standardudstyrsniveauet overgik konkurrenternes daværende omfang, og Lancia så modellen som en konkurrent til Mercedes-Benz 190, BMW 3-serien og Audi 80. I praksis så kunderne derimod Dedra (også på grund af den lave anskaffelsespris) som et alternativ til Volkswagen Golf/Vento, Opel Astra og Ford Escort/Focus.
På introduktionstidspunktet var bilen kørsels- og sikkerhedsmæssigt forholdsmæssigt godt udstyret med bl.a. ABS (på alle modeller fra 1,8 liter og opefter), sikkerhedsundervogn og fire nakkestøtter. Med faceliftet i sommeren 1994 fik modellen yderligere forbedringer af sin passive sikkerhed med sidekollisionsbeskyttelse, brandforebyggelsessystem og stærkere bremser og aktive sikkerhed med airbags, selestrammere etc. Disse udstyrsdetaljer hørte dengang ikke til standarden i dette segment. Dog kunne modellen i hele sin levetid ikke leveres med forsædepassagerairbag.
I september 1999 kom efterfølgeren Lancia Lybra på markedet. Ligesom Dedra fandtes Lybra som såvel sedan som stationcar.

## Motorer
| Model                  | Slagvolume cm³ | Max. effekt kW (hk) / omdr. | Max. drejningsmoment Nm / omdr. | Katalysator | Egenvægt kg1 | 0-100 km/t sek.1 | Topfart km/t1 | Byggeår          |
| ---------------------- | -------------- | --------------------------- | ------------------------------- | ----------- | ------------ | ---------------- | ------------- | ---------------- |
| Benzinmotorer          |                |                             |                                 |             |              |                  |               |                  |
| 1.6 i.e.               | 1581           | 65 (88) / 5800              | 128 / 3500                      | Nej         | 1060         |                  | 180           | 4/1989 − 4/1990  |
| 1.6 i.e.               | 1581           | 57 (78) / 6000              | 124 / 3000                      | Ja          | 1108         | 13,8             | 170           | 8/1989 − 3/1993  |
| 1.6 i.e.               | 1581           | 55 (75) / 6000              | 125 / 3000                      | Ja          | 1100         | 13,8             | 172           | 4/1993 − 6/1994  |
| 1.6 i.e.               | 1581           | 66 (90) / 5750              | 127 / 2750                      | Ja          | 1140         | 13,4             | 180           | 7/1994 − 12/1997 |
| 1.6 i.e. 16V           | 1581           | 76 (103) / 5750             | 144 / 4000                      | Ja          | 1175         | 11,3             | 183           | 1/1998 − 10/1999 |
| 1.8 i.e.               | 1756           | 80 (109) / 6000             | 142 / 3000                      | Nej         | 1150         |                  | 192           | 4/1989 − 4/1990  |
| 1.8 i.e.               | 1756           | 77 (105) / 6000             | 140 / 3000                      | Ja          | 1200         | 11,4             | 187           | 8/1989 − 3/1993  |
| 1.8 i.e.               | 1756           | 66 (90) / 6000              | 128 / 3250                      | Ja          | 1200         | 12,6             | 180           | 4/1993 − 6/1994  |
| 1.8 i.e.               | 1756           | 74 (101) / 6000             | 142 / 2500                      | Ja          | 1200         | 12,5             | 185           | 7/1994 − 2/1996  |
| 1.8 i.e. 16V           | 1747           | 83 (113) / 5800             | 154 / 4400                      | Ja          | 1235         | 10,3             | 191           | 3/1996 − 7/1997  |
| 1.8 i.e. 16V GT        | 1747           | 96 (130) / 6300             | 164 / 4300                      | Ja          | 1255         | 10,0             | 203           | 3/1996 − 10/1999 |
| 2.0 i.e.               | 1995           | 86 (117) / 5750             | 162 / 3300                      | Nej         | 1170         |                  | 200           | 4/1989 − 4/1990  |
| 2.0 i.e.               | 1995           | 83 (113) / 5250             | 156 / 3300                      | Ja          | 1180         | 10,8             | 195           | 8/1989 − 6/1994  |
| 2.0 i.e. automatic     | 1995           | 85 (115) / 5600             | 162 / 3300                      | Ja          | 1210         | 12,9             | 190           | 3/1993 − 12/1997 |
| 2.0 i.e. 16V           | 1995           | 102 (139) / 5750            | 180 / 4500                      | Ja          | 1260         | 9,4              | 210           | 7/1994 − 2/1996  |
| 2.0 i.e. 16V Integrale | 1995           | 102 (139) / 5750            | 180 / 4500                      | Ja          | 1395         | 10,3             | 195           | 7/1994 − 1/1997  |
| 2.0 i.e. HF Turbo      | 1995           | 119 (162) / 5500            | 274 / 3000                      | Ja          | 1245         | 8,3              | 215           | 4/1991 − 6/1994  |
| 2.0 i.e. HF Integrale  | 1995           | 124 (169) / 5500            | 265 / 3000                      | Ja          | 1345         | 8,0              | 215           | 11/1990 − 6/1994 |
| Dieselmotorer          |                |                             |                                 |             |              |                  |               |                  |
| 1.9 turbo ds           | 1929           | 66 (90) / 4100              | 186 / 2400                      | Nej         | 1200         | 12,3             | 180           | 4/1989 − 3/1993  |
| 1.9 turbo ds           | 1929           | 66 (90) / 4200              | 186 / 2500                      | Ja          | 1240         | 12,3             | 180           | 4/1993 − 10/1999 |

## Teknik
Alle Dedra-modeller var som standard udstyret med femtrins manuel gearkasse med undtahelse af 2.0 i.e. automatic, som havde et firetrins automatgear fra Volkswagen-koncernen.
Dedra var som udgangspunkt forhjulstrukket, mens firehjulstræk i første serie kunne bestilles som ekstraudstyr i kombination med 2,0-liters turbomotoren i Integrale-modellen, og i den anden serie kun i stationcaren med 2,0 16V-motoren. Firehjulstrækteknikken kom i det væsentligste fra Delta HF Integrale og gjaldt som meget robust. Ud over Dedra blev et identisk system benyttet i Fiat Tempra 4×4 og Alfa Romeo 155 Q4.
Usædvanligt i denne klasse var den som ekstraudstyr tilgængelige elektronisk styrede undervogn (med computerstyret støddæmperindstilling mellem blød og hård, alt efter køreunderlag og -situation), samt det digitale (optoelektroniske) instrumentbræt eller den automatiske lyslængderegulering. I løbet af produktionstiden blev flere og flere former for både ekstra- og standardudstyr dog taget af programmet.
Mål:
- Længde: 4343 mm
- Bredde (uden sidespejle): 1700 mm
- Højde (sedan med original undervogn): 1430 mm
- Højde (SW med original undervogn): 1446 mm
- Sporvidde fortil: 1436 mm
- Sporvidde bagtil: 1415 mm
- Akselafstand: 2540 mm
- Overhæng fortil: 881 mm
- Overhæng bagtil: 922 mm
- Bagagerumsvolume sedan: 480 liter
- Bagagerumsvolume SW: 448/803 liter (bagsæde i brug/klappet frem)

Målene gælder ikke for Integrale-versionerne, som har et mindre bagagerumsvolume og en anden sporvidde på bagakslen.
- Lancia Dedra sedan (1994–1997)
- Lancia Dedra Station Wagon
(1994–1997)
- Instrumentbræt
- Lancia Dedra Station Wagon
(1997−1999)

## Tidslinje
- April 1989: Introduktion af Dedra sedan med motorerne 1.6 i.e., 1.8 i.e., 2.0 i.e. og 1.9 turbo ds.
- November 1990: Introduktion af Integrale.
- April 1991: Introduktion af benzinturbomotor.
- Maj 1992: Introduktion af automatgear.
- Oktober 1992: Første lille facelift med diverse detailforbedringer.
- Januar 1993: Introduktion af sikkerhedspakke (airbag, selestrammer, sidekollisionsbeskyttelse og karrosseriforstærkning).
- Juli 1994: Stort facelift (2. serie): Nye motorer, bortfald af turbomotorer, stationcarversion Station Wagon, nye baglygter (rød/hvid/rød), nyt indtræk, dørbeklædninger fra Lancia Delta II (type 836), nye benzinmotorer, diverse karrosseriforstærkninger og nydesignede hjulkapsler.
- Januar 1995: Standardmonteret startspærre.
- November 1995: Lille facelift, erstatning af automatisk lyslængderegulering med manuel.
- Marts 1996: Bortfald af 2.0 i.e. 16V (undtagen Integrale), i stedet optimering af 1.8 i.e. 16V til 130 hk.
- Januar 1997: Bortfald af 2.0 i.e. 16V Integrale.
- Maj 1997: Nyt indtræk og tæpper i kabinen.
- Juli 1997: Bortfald af 1.8 i.e. 16V med 113 hk.
- December 1997: Stort facelift (3. serie): Ny benzinmotor (1.6 i.e. 16V), ny foraksel (ligesom i Fiat Marea, Bravo, Brava og Coupé), helt røde baglygter, forlygter og forreste blinklys sorttonede, instrumentbræt fra Lancia Delta II (836), nye alufælge, lakerede kofangere og yderligere optiske modifikationer; fortsat ingen passagerairbag eller ESP.
- September 1999: Introduktion af afløseren Lybra.
- Oktober 1999: Indstilling af produktionen.